# Calibre (Musiker)

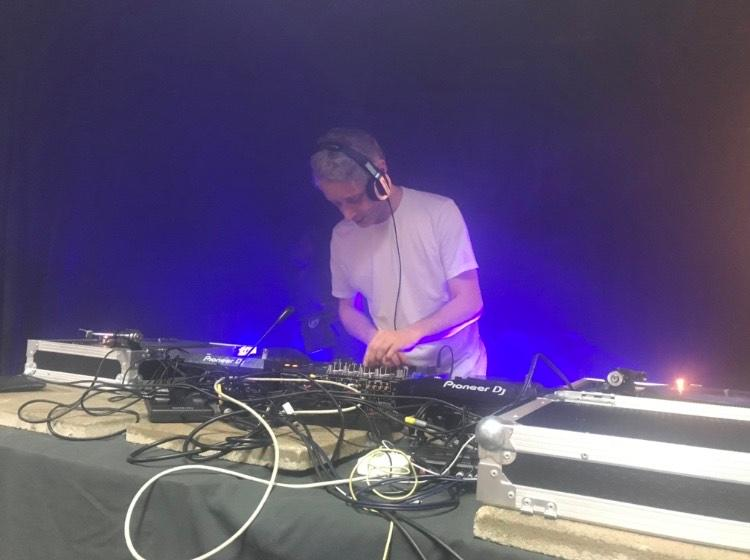
Calibre bei einem Auftritt in Belfast (2019)

Calibre ist der Künstlername des nordirischen Drum-and-Bass-Musikproduzenten Dominick Martin. Seit 1995 als DJ und Musiker aktiv, zählt er zu den produktivsten Produzenten der bisherigen Drum-and-Bass-Geschichte mit 18 veröffentlichten Alben seit dem Jahr 2001 sowie zahlreichen EPs und über 60 im Eigenverlag erschienenen Singles.
Mit seinem melodischeren, von Jazz, Funk und Soul inspirierten Stil, zählt er zu den maßgeblichen Vertretern der Drum-and-Bass-Variation Liquid Funk.
Populäre Titel, die auch als Hörbeispiele für Liquid Funk betrachtet werden können, sind Drop it down (2004), Mr. Majestic (2004), den er gemeinsam mit High Contrast produziert hat, sowie Even If (2010).

## Leben
Geboren in Belfast, Nordirland, erfuhr er eine klassische Musikausbildung an mehreren Instrumenten. 1995 begann er, Drum and Bass zu produzieren und veröffentlichte (spätestens ab 1998) beim mittlerweile geschlossenen Label Quadrophonic. Zudem begann er ein Kunststudium an der University of Ulster.
Nach der Jahrtausendwende kam er mit DJ Fabio in Kontakt, der für seine harmonischere Form des Drum and Bass den Begriff Liquid Funk prägte. Calibre wurde bei Fabios Label Creative Source unter Vertrag genommen.
2003 gründete Martin sein eigenes Label, Signature Records, bei dem er fortan sämtliche seiner Produktionen veröffentlichte. Weiterhin betrieb er auch gemeinsam mit Marcus Intalex das Label Soul:R.

## Diskografie

### Alben
| Jahr | Titel            | Label             | VÖ                 |
| ---- | ---------------- | ----------------- | ------------------ |
| 2001 | Musique Concrète | Creative Source   | 25. September 2001 |
| 2005 | Second Sun       | Signature Records | 24. Oktober 2005   |
| 2007 | Shelflife        | Signature Records | 1. Oktober 2007    |
| 2008 | Overflow         | Signature Records | 1. Mai 2008        |
| 2009 | Shelflife Vol. 2 | Signature Records | 18. Mai 2009       |
| 2009 | Shine a Light    | Signature Records | November 2009      |
| 2010 | Even If          | Signature Records | 12. November 2010  |
| 2011 | Condition        | Signature Records | 3. Oktober 2011    |
| 2013 | Spill            | Signature Records | 20. Mai 2013       |
| 2013 | Valentia         | Signature Records | 15. Juli 2013      |
| 2014 | Shelflife 3      | Signature Records | 19. März 2014      |
| 2016 | Shelflife 4      | Signature Records | 26. Februar 2016   |
| 2017 | The Deep         | Signature Records | 31. März 2017      |
| 2018 | Shelflife 5      | Signature Records | 29. Juni 2018      |
| 2019 | Planet Hearth    | Signature Records | 30. November 2019  |
| 2020 | Shelflife 6      | Signature Records | 1. Mai 2020        |
| 2021 | Feeling Normal   | Signature Records | 26. Februar 2021   |
| 2021 | Shelflife 7      | Signature Records | 24. November 2021  |

### EPs
| Jahr    | Titel                        | Label               | VÖ                 |
| ------- | ---------------------------- | ------------------- | ------------------ |
| 2003    | Just Fine                    | Creative Source     | –                  |
| 2006    | Late Night Squeeze           | Signature Records   | 24. April 2006     |
| 2006    | Corner Dance                 | Signature Records   | Mai 2006           |
| 2006    | Deranged                     | Soul:R              | 23. Oktober 2006   |
| 2008    | Roundhouse                   | Signature Records   | 11. September 2008 |
| 2008    | Don’t Mind                   | Signature Records   | 22. Oktober 2008   |
| 2010    | Judgement Day                | Samurai Red Seal    | 7. Juni 2010       |
| 2011    | Hummer                       | Samurai Red Seal    | 29. August 2011    |
| 2012    | Rennaisance EP               | Footprints          | 19. November 2012  |
| 2013    | Knee Soul EP                 | The Nothing Special | 22. Juli 2013      |
| 2015    | Strumpet EP                  | EXIT Records        | 18. Mai 2015       |
| 2015    | Fourfit EP                   | Soul:R              | 31. Juli 2015      |
| 2015    | Dreamz Dub EP                | C.I.A               | 18. September 2015 |
| 2018/19 | Break That EP                | The Nothing Special | 2018/19            |
| 2019    | Cowper Street EP Ltd Edition | Signature Records   | 2019               |